# 仙台市消防局
仙台市消防局（日语：／ Sendai shi shōbōkyoku */?）是日本宫城县仙台市的消防机关，其辖区为仙台市全域。
截至2023年3月，仙台市消防局下辖6个消防署、3个分署、17个出张所，共有237臺各型消防车辆和2架消防直升机。

## 沿革
1948年3月7日，消防组织法实施，仙台市消防本部成立，共辖2消防署（北消防署、南消防署）和5分遣所。1957年，消防本部改称仙台市消防局。1958年，新设东消防署，消防署数量增加到3个。
1987年、1988年，宫城郡宫城町和泉市先后并入仙台市，原宫城町消防本部、泉市消防本部分别改为宫城消防署、泉消防署，消防署数量增加到5个。1989年，仙台市列入政令指定都市，北消防署改称青叶消防署，东消防署改称宫城野消防署，南消防署改称若林消防署，新设太白消防署，消防署数量增加到6个。

## 组织机构
仙台市消防局内设机构如下：
- 总务部
  - 总务课
  - 管理课
- 预防部
  - 预防课
  - 危险物保安课
- 警防部
  - 警防课
  - 救急课
  - 指令课
  - 消防航空队

## 消防署所
仙台市消防局共有6个消防署、3个分署、17个出张所，此外还有1个急救站、1个中央急救出张所。
- 青叶消防署
  - 国见出张所
  - 片平出张所
  - 小松岛出张所
  - 荒卷出张所

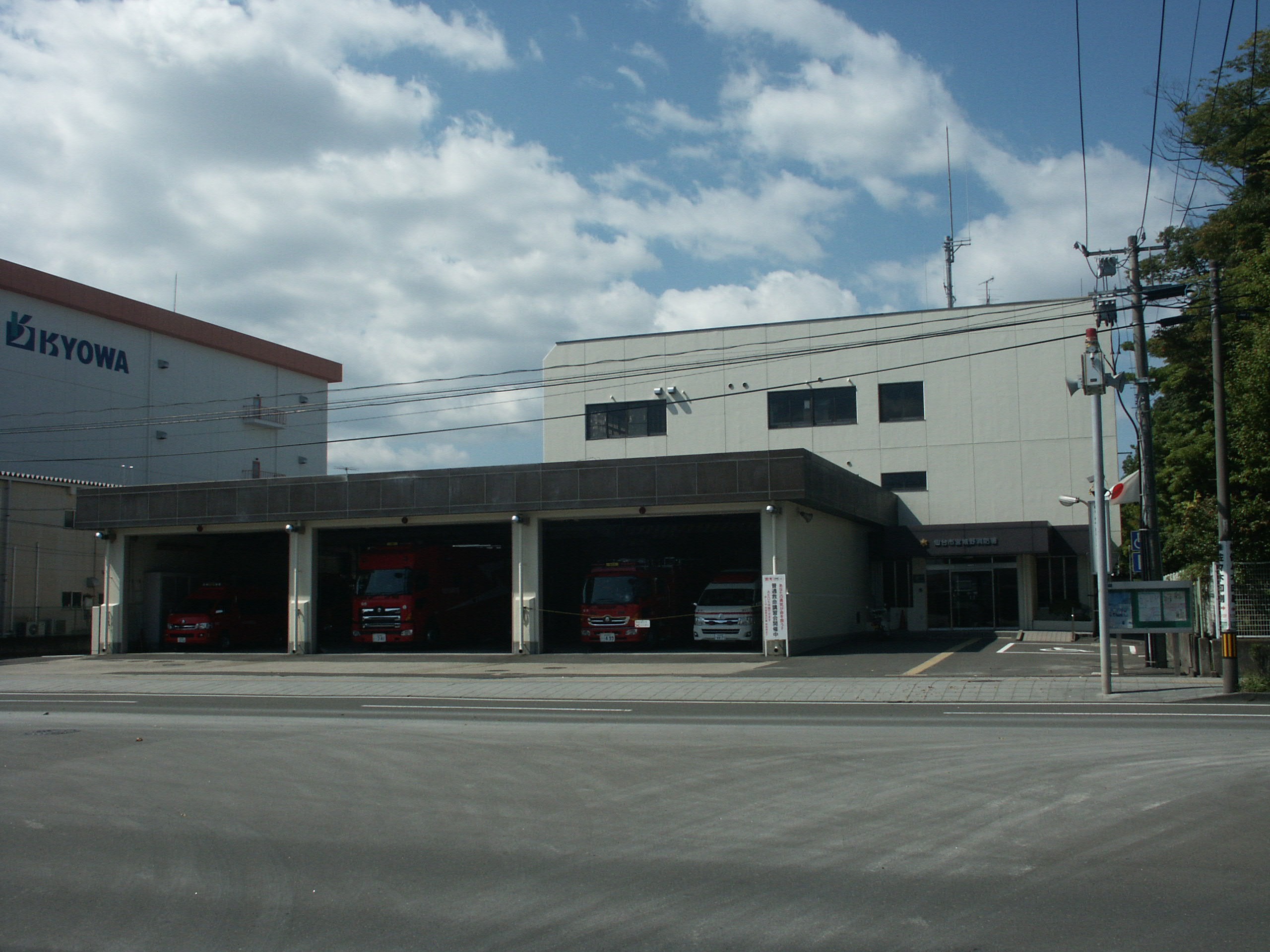
宫城野消防署
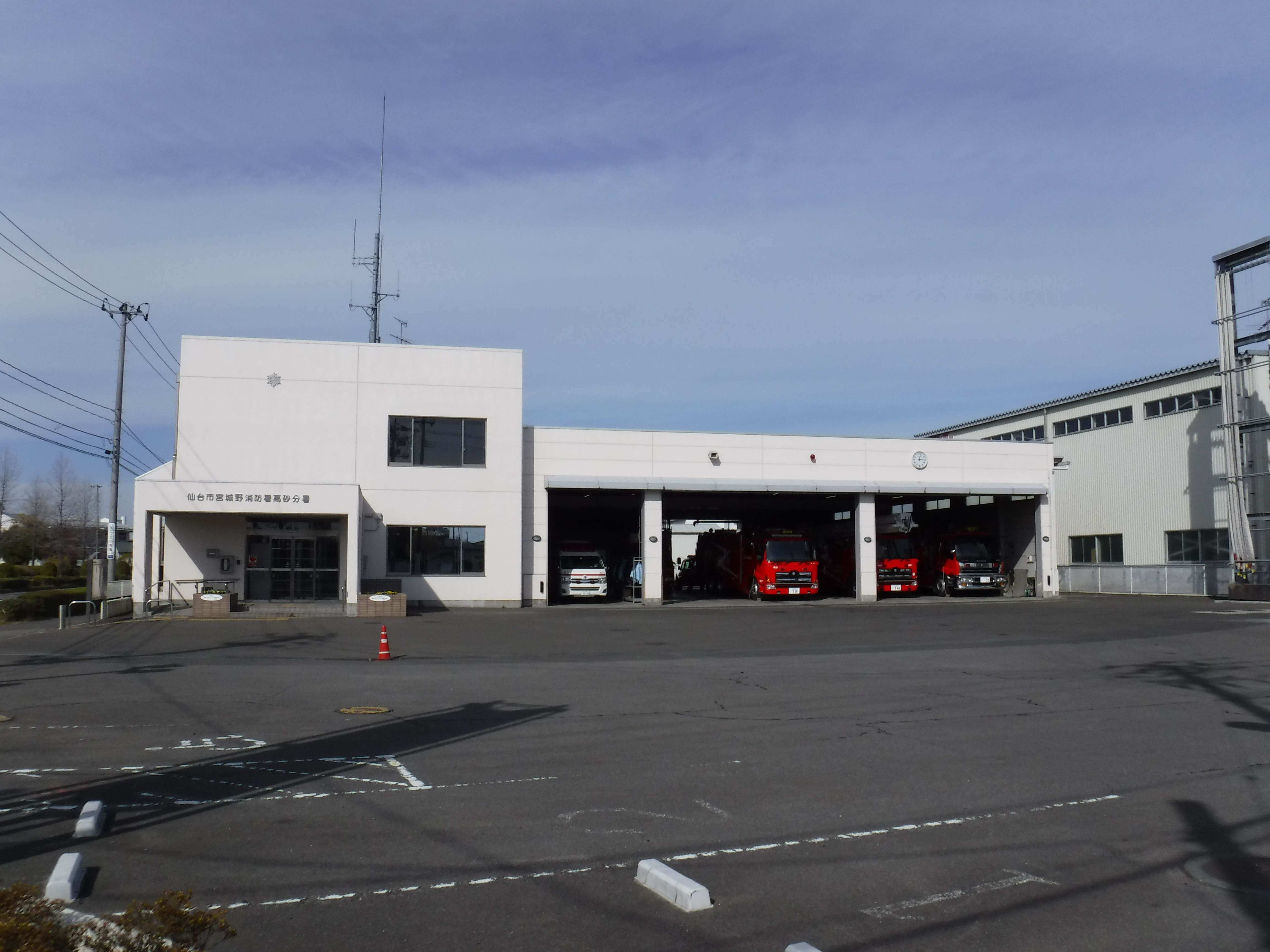
宮城野消防署高砂分署
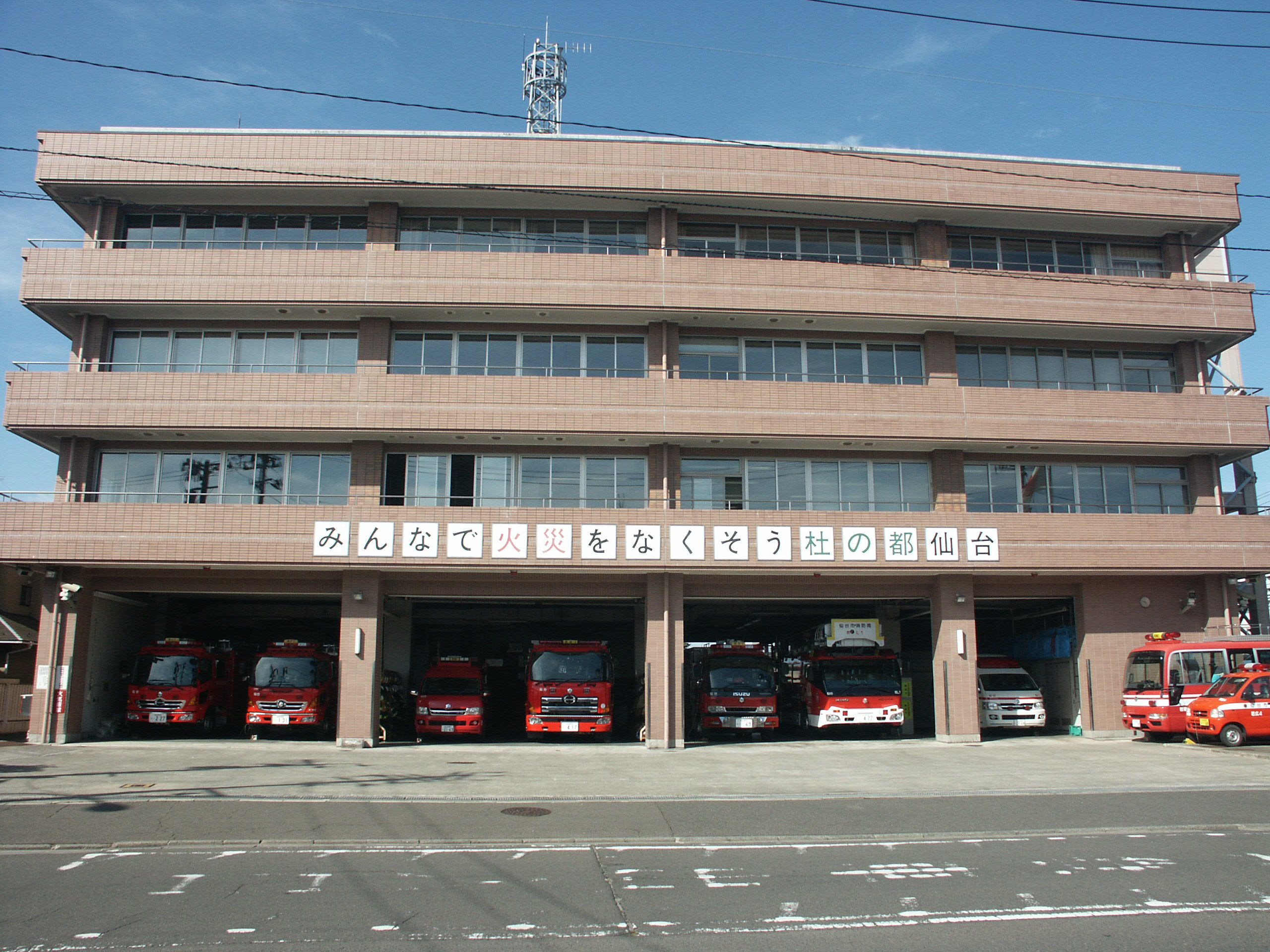
若林消防署
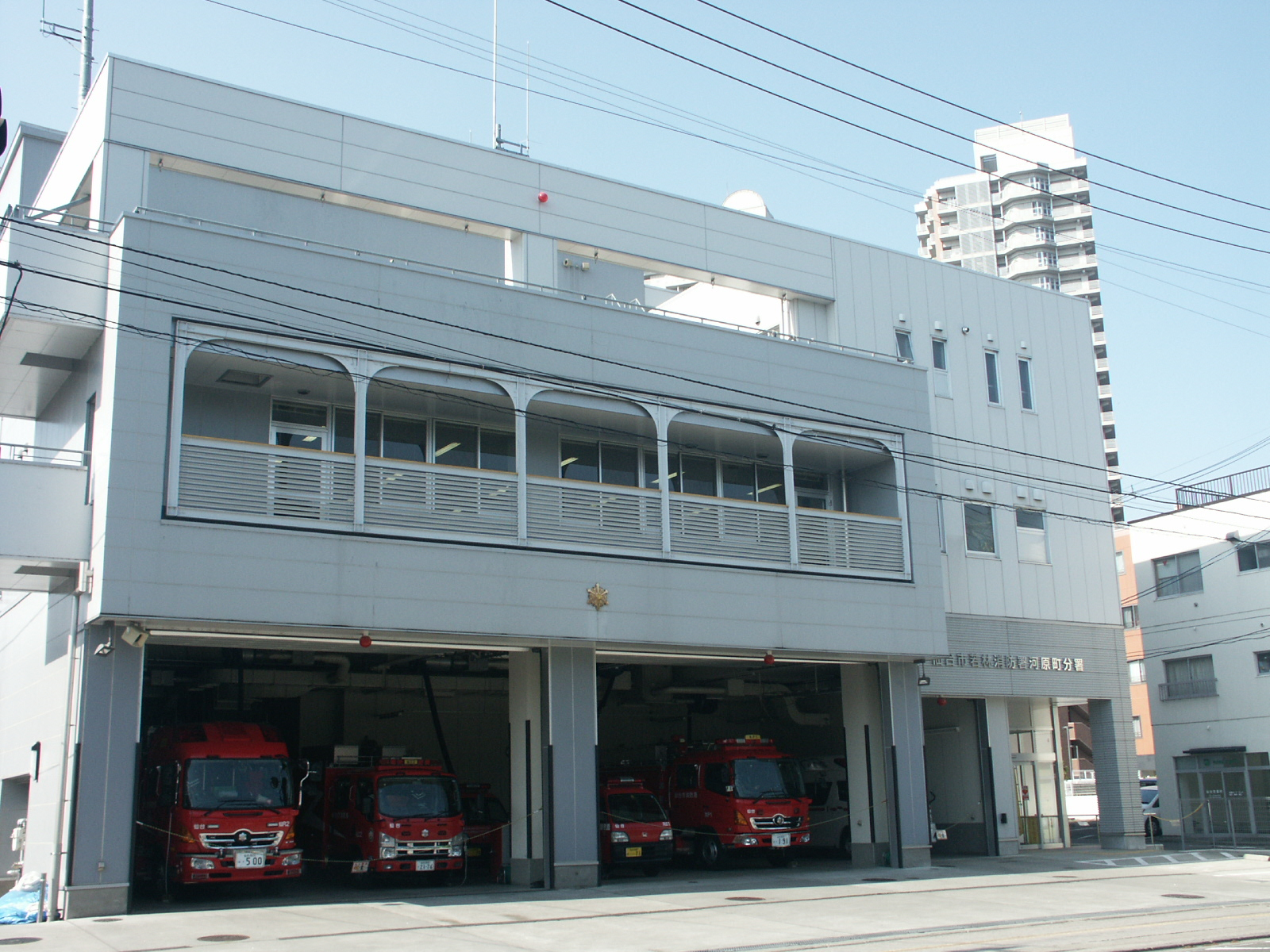
若林消防署河原町出张所
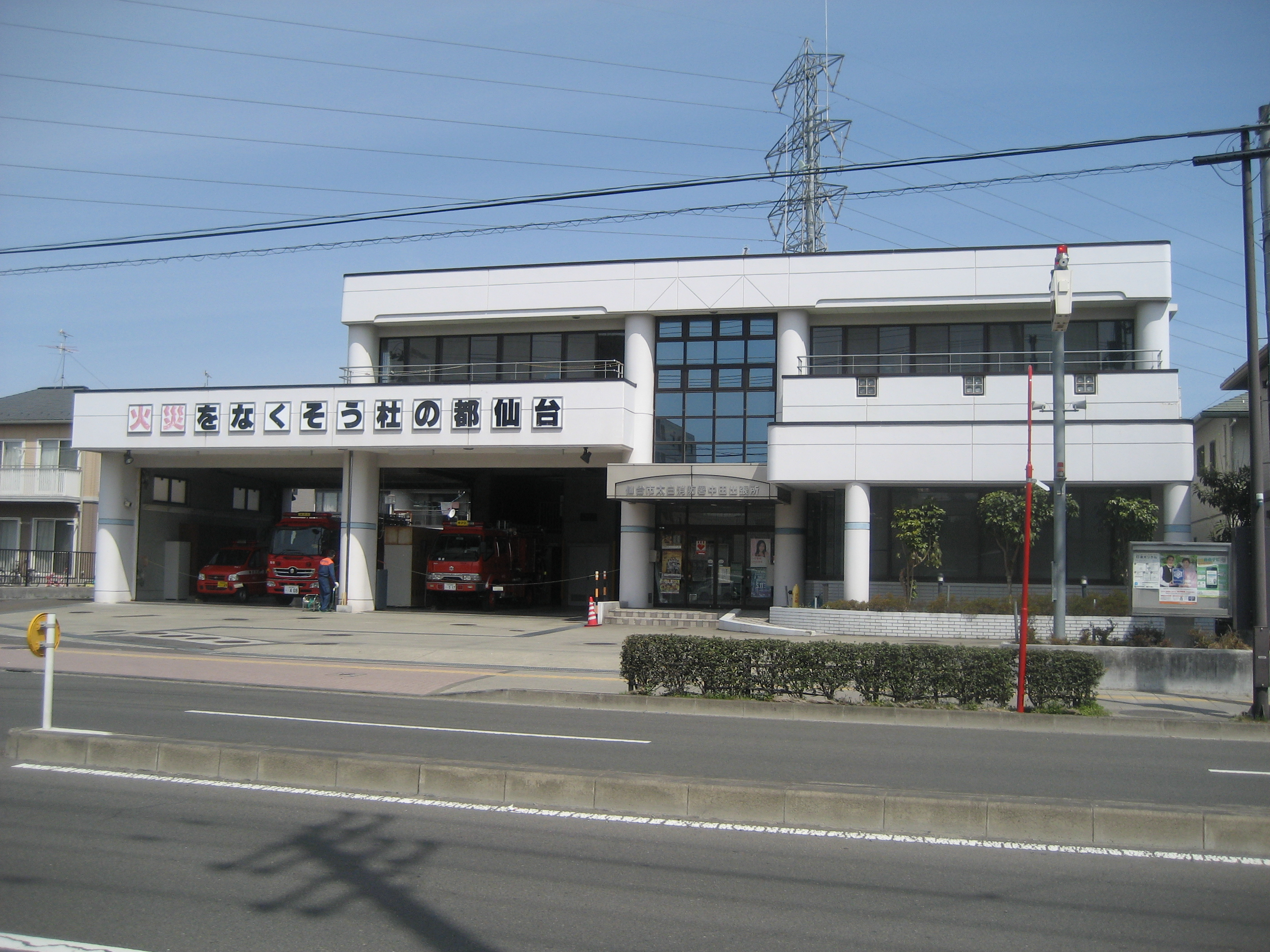
太白消防署中田出张所
  - 高砂分署
  - 岩切出张所
  - 鹤谷出张所
  - 原町出张所
- 若林消防署
  - 六乡分署
  - 河原町出张所
- 太白消防署
  - 长町出张所
  - 中田出张所
  - 八木山出张所
  - 秋保出张所
  - 茂庭出张所
- 泉消防署
  - 八乙女分署
  - 松陵出张所
  - 高森出张所
  - 根白石出张所
- 宫城消防署
  - 熊根出张所
- 急救站
- 中央急救出张所

- 宫城野消防署
- 宮城野消防署高砂分署
- 若林消防署
- 若林消防署河原町出张所
- 太白消防署中田出张所

## 装备
截至2023年，仙台市消防局共有237臺各型消防车辆和2架消防直升机。

### 消防车辆
截至2023年，横滨市消防局共有237臺各种车辆，其中消防车84辆、消防辅助用车90辆、救护车39辆以及其他车辆24辆。其中，84辆消防车包括20辆泵浦消防车、26辆水罐泵浦消防车、1辆配有登高平臺的泵浦消防车、7辆大型水罐车、6辆云梯车、6辆化学消防车、1辆大型化学消防车、2辆泡沫液运输车、1辆大型举高喷射消防车、9辆救助工作车、1辆高倍泡沫-照明消防车、1辆特殊灾害应对车、1辆高度工作车、2辆远程供水系统车；90辆消防辅助用车包括1辆无线电情报车、7辆指挥车、7辆指挥队车、1辆水难救助车、1辆后方支援车、7辆物资运输车、7辆人员运输车、1辆大型洗消系统车、56辆宣传车、1辆航空电源车、1辆燃料补给车。

### 消防直升机
截至2023年，仙台市消防局配备有两架消防直升机：“仙台”（注册号：JA119J）和“榉”（注册号：JA119T）。这两架直升机均为贝尔412EP型，分别于2011年、2006年投入使用。

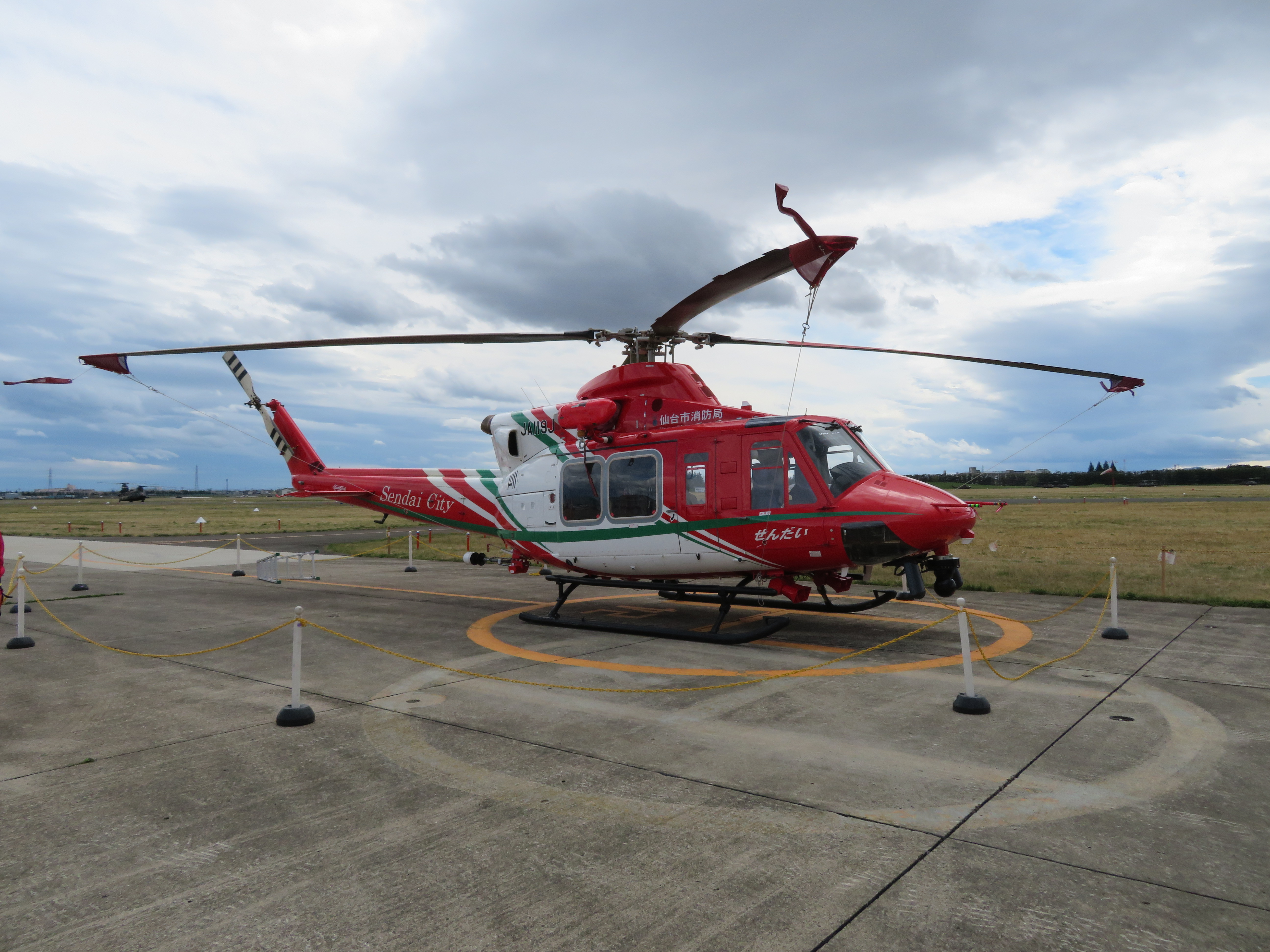
“仙台”（JA119J）
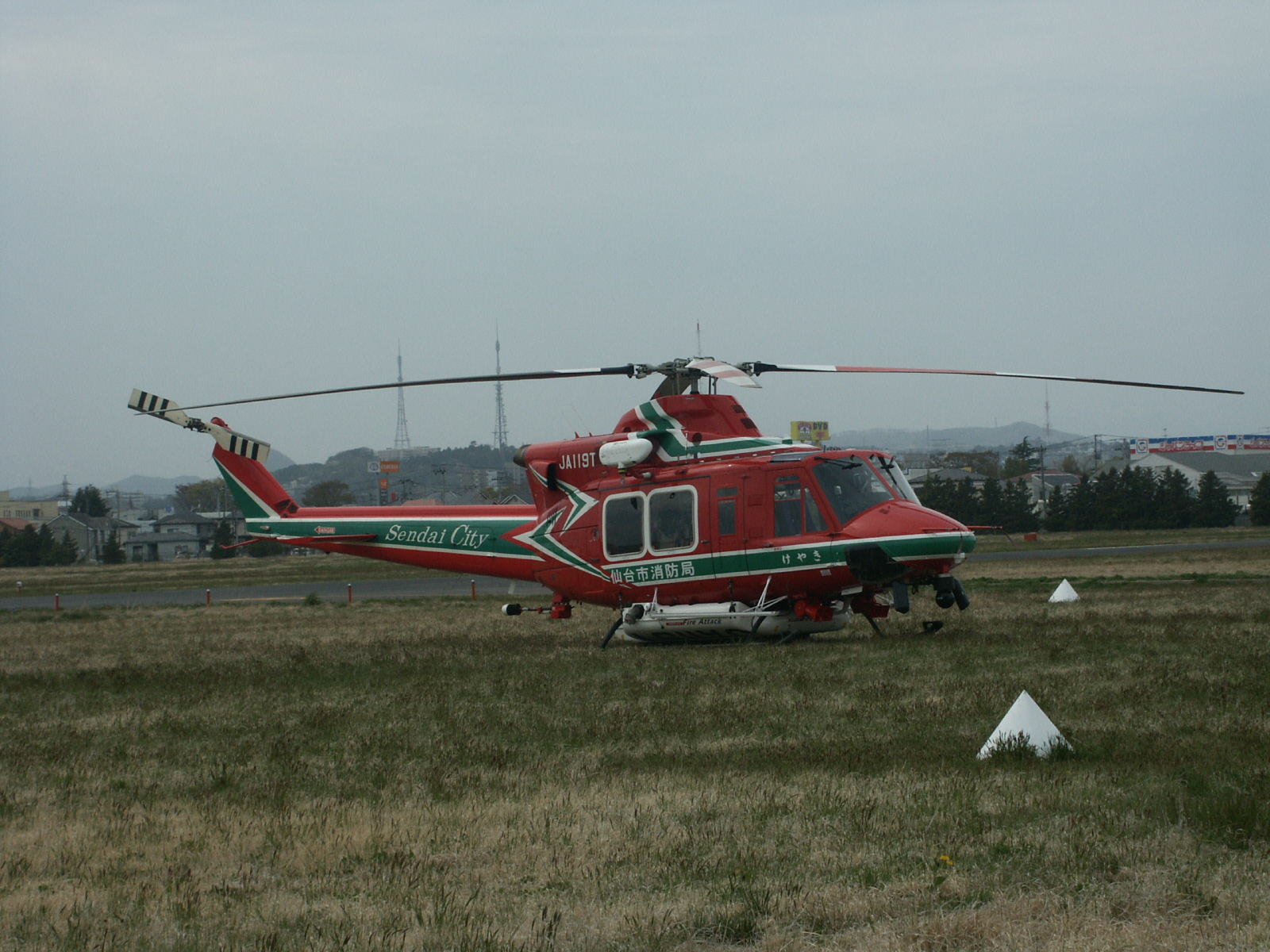
“榉”（JA119T）

## 救援力量

### 特别机动救助队
仙台市消防局特别机动救助队（日语：仙台市消防局特別機動救助隊）通称Super Rescue仙台（日语：スーパーレスキュー仙台），是仙台市的特别高度救助队，主要承担大规模灾害、重大事故等救援工作，成立于2007年。特别机动救助队共有队员32人，分为2队，分别驻扎在泉消防署八乙女分署和若林消防署六乡分署。特别机动救助队配备有1辆特殊灾害（核生化灾害）应对车、2辆III型救助工作车、1辆特别高度工作车、1辆水难救助车、1辆大型水罐车。此外，特别机动救助队共有11名队员登录为日本国际消防救助队成员。

### 特别消防队
仙台市消防局各消防署均编有1支特别消防队（日语：特別消防隊），通称Fire Rescue（日语：ファイヤーレスキュー），共6队96人。各特别消防队有队员16人，配备救助工作车、云梯车、大型水罐车各一辆。

### 消防航空队
仙台市消防航空队（日语：仙台市消防航空隊）隶属于仙台市消防局，主要承担森林灭火、山岳救助、急救转运、情报收集等任务，成立于1993年。成立初期，仙台市消防航空队驻扎在位于太白区郡山的仙台直升机场。2001年，仙台市消防直升机场竣工，设立荒滨航空分署，消防航空队移驻于此。2011年，仙台市直升机场在东日本大地震中严重受损，消防航空队先后暂驻在日本陆上自卫队霞目驻屯地、仙台机场。2018年，紧邻仙台机场的仙台市消防航空中心竣工，消防航空队开始以此为主要基地活动。

### 急救队
仙台市消防局共在6个消防署、3个分署、13个出张所、救急站、中央救急出张所编有28支急救队，配有专职急救队员239人、兼职急救队员490人。